# Displaced person

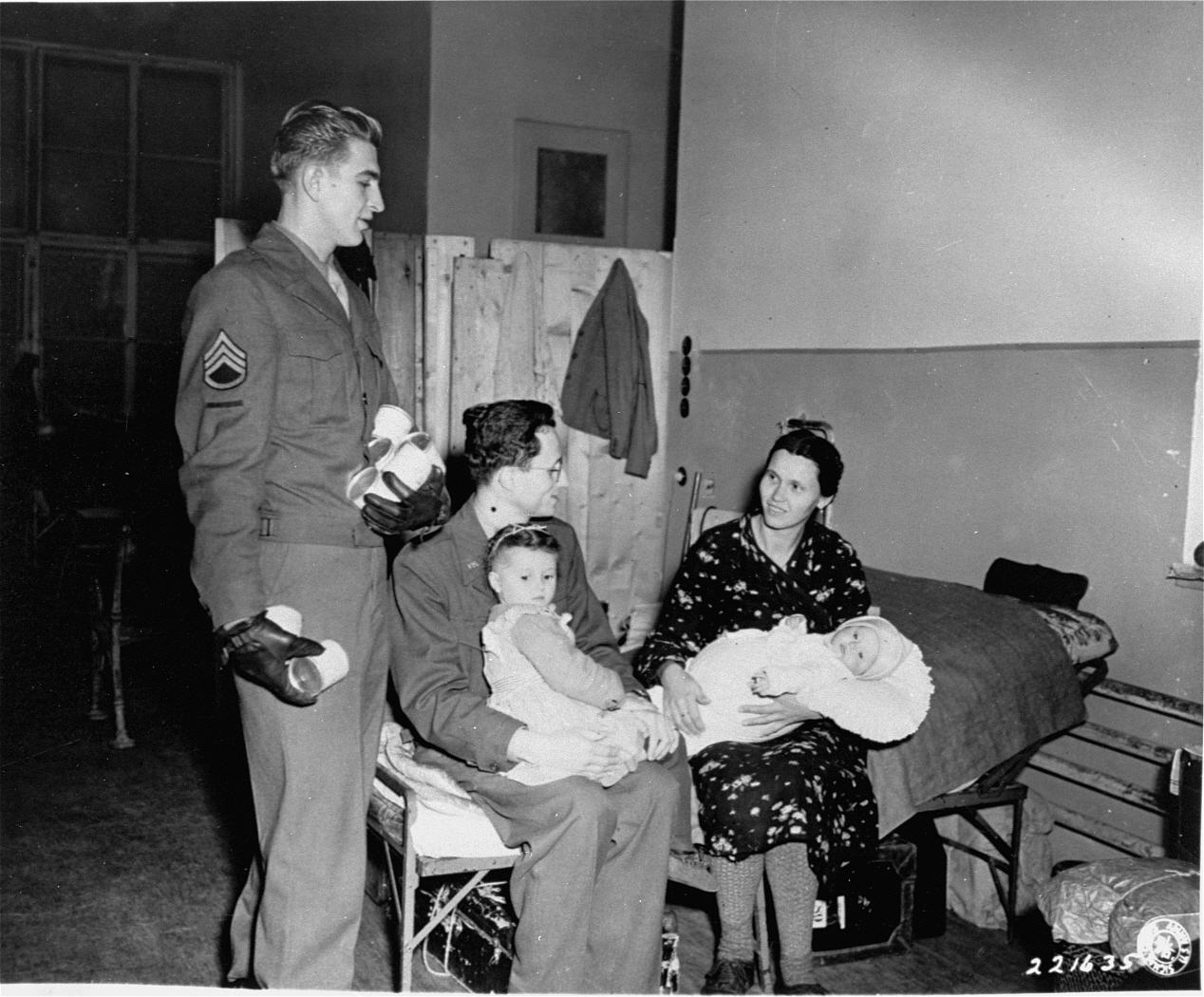
Een Amerikaanse militair ontfermt zich over Joodse DP's in een DP-kamp in Wenen, oktober 1945

Displaced person (ook wel DP; Engels voor ontheemde) was de aanduiding die door de SHAEF gebruikt werd om een burger aan te duiden die door krijgshandelingen zich buiten zijn thuisland bevond, en die zonder hulp daar niet naar terug kon keren, of die zich in een ander land moest vestigen omdat de terugkeer naar zijn oorspronkelijke woonplaats onmogelijk was geworden.
De term wordt heden ten dage ook gebruikt voor mensen die als gevolg van oorlog, vervolging of ook natuurrampen hun thuisgebied moeten verlaten en als gevolg van de situatie daar niet terug kunnen keren.

## Geschiedenis
Er was door de geallieerden in de zomer van 1944 in een memorandum vastgesteld hoe de geallieerde machten met deze mensen om moesten gaan, voor wat betreft (tijdelijke) huisvesting, verzorging en rechtsvoering. Het gros van de DP-gevallen waren dwangarbeiders en door de nazi's anderszins gedeporteerden (waaronder overlevenden van de Holocaust). De meerderheid kwam uit Oost-Europa, maar nagenoeg alle Europese landen hadden burgers die na het einde van de Tweede Wereldoorlog in deze diaspora hun weg zochten. De geallieerden hadden in 1944 berekend dat het hier om zo'n 11,3 miljoen personen zou gaan, vergelijkbaar met de troepensterkte van de gehele Duitse Wehrmacht op dat moment.

### Soorten
Onder de DP's werden onder meer de dwangarbeiders gerekend, die tijdens de oorlog verplicht in Duitsland te werk waren gesteld, krijgsgevangenen, voormalige concentratiekampgevangenen, en Oost-Europeanen die voor het begin van de oorlog vrijwillig werk in Duitsland hadden gezocht of die voor de oprukkende Sovjet-strijdkrachten gevlucht waren.
SHAEF hanteerde als definitie voor DP "alle burgers buiten de grenzen van hun thuislanden", die als gevolg van de oorlogshandelingen in de breedste zin zich in een vreemd land terugvonden en die hulp van de geallieerde machten nodig hadden om óf terug te keren naar hun thuisland, óf om zich permanent elders te vestigen. SHAEF hanteerde grosso modo de volgende indeling:
- Staatsburgers van bij de UN aangesloten staten (UNDP's)[3]
- Voormalige vijandelijke DP's (Italianen, Finnen, Roemenen, Bulgaren en Hongaren)
- vijandelijke DP's (Duitsers, Oostenrijkers, Japanners)
- Statenlozen en personen die hun nationaliteit niet aan konden tonen.

Er waren daarnaast speciale categorieën voor:
- Uit de afkomstige Sovjet-Unie DP's in verband met een verdragsbepaling omtrent hunner repatriëring die volgde uit de Conferentie van Jalta.
- UNDP's die zich al voor het begin van de Tweede Wereldoorlog in het buitenland bevonden.
- Personen die als onderdaan van een van de VN-staten aanspraak konden maken op de status van krijgsgevangene.
- Niet-geïnterneerde Britse en Amerikaanse staatsburgers.
- Personen met een dubieuze nationaliteitsclaim die aanspraak maakten op een UNDP-status.
- Personen wier nationaliteit door de territoriale wijzigingen veranderd was.
- Personen die op grond van ras, religie of politieke overtuiging vervolgd waren.
- Onderdanen van staten die tijdens de oorlog neutraal gebleven waren (Zwitsers, Zweden).
- Niet-Duitse collaborateurs.

Ook werden de 100.000 Joodse vluchtelingen die in de zomer en herfst van 1946 als gevolg van de Pogrom van Kielce naar de Westelijke bezettingszones gevlucht waren als DP beschouwd. 
In totaal bevonden zich in de gebieden die later de Westelijke bezettingszones zouden vormen aan het eind van de Tweede Wereldoorlog zo'n 6.5 miljoen DP's. Alleen al in het district Franken in Beieren waren er tussen 1946 en 1949 28 DP-kampen voor Joodse overlevenden van de Holocaust; onder meer in Ansbach, Fürth, Hof (Saale), Rehau en Windsheim.

### Repatriëring
In het licht van de oorlogschaos is het lastig een precies vast te stellen hoeveel mensen uiteindelijk als DP beschouwd moeten worden.  Schattingen lopen uiteen van 6,5 tot 12 miljoen personen.  In dat laatste getal zijn, naast alle door de geallieerden bevrijde personen, ook alle personen die aan de DP-definitie beantwoordden en die zich in voormalige door Duitsland bezette gebieden bevonden, meegeteld. Een groot deel van deze personen kon relatief snel weer gerepatrieerd worden naar hun landen van herkomst.  Met name waar het de staatsburgers van de Westelijke geallieerden betrof, was de repatriëring relatief eenvoudig. Ook de terugkeer van de voormalige dwangarbeiders uit Noord-, West,- en Zuid-Europa verliep redelijk efficiënt. De repatriëring gebeurde onder auspiciën van de UNRRA, een agentschap van de net opgerichte UNO en werd uitgevoerd door de militaire leiding van de Westelijke bezettingszones. In september 1945 was het grootste deel van de ongeveer 1,2 miljoen West-Europese DP's weer teruggekeerd naar hun thuislanden (alwaar overigens de ontvangst ook niet altijd hartelijk was. 
De terugkeer van dwangarbeiders en gevangenen uit Oost-Europa, in het bijzonder uit Oekraïne en de Baltische staten, duurde daarentegen veel langer. Hier zijn twee belangrijke oorzaken voor te melden: de Sovjet-Unie had een absolute voorrang bedongen voor de terugkeer van haar eigen burgers, voordat de Sovjet-autoriteiten anderen een vrijgeleide door hun bezettingszone gaven.  Daardoor moesten bijvoorbeeld Poolse voormalige dwangarbeiders wachten tot alle Sovjet-burgers vertrokken waren. 
Het gebeurde ook regelmatig dat voormalige dwangarbeiders zich tegen hun repatriëring verzetten, omdat ze niet naar hun communistisch geworden thuisland wilden terugkeren. Het is bekend dat vooral de Poolse regering in ballingschap dit in de hand werkte. Daarnaast was het oostelijk deel van het vooroorlogse Polen door de Sovjet-Unie geannexeerd. Daarnaast waren er Sovjet-burgers die bang waren vervolgd te worden wegens al of niet vermeende medewerking aan de Duitsers. Dat deze angst niet geheel en al ongegrond was, blijkt uit het feit dat er van de gerepatrieerde Sovjet-burgers zo'n 157.000 door het Stalin-regime op grond van verdenking van collaboratie geëxecuteerd werden.
In de winter van 1945-'46 kwam de repatriëring van DP's nagenoeg stil te vallen. De overgebleven DP's werden grotendeels als "niet repatrieerbaar" bestempeld.

## Culturele referentie
Het quintessentiële boek over deze periode is Primo Levi's werk La Tregua, in het Nederlands vertaald als "Het Respijt", en in 1997 verfilmd als The Truce met onder meer John Turturro. Het verhaalt over de auteurs terugreis uit Auschwitz naar Italië.